# AMC Airlines
AMC Airlines — чартерная авиакомпания, базирующаяся в Каире. Она выполняет чартерные рейсы по туристическим направлениям из Египта в Европу, регулярные чартеры на Ближний Восток и различные внутренние рейсы в Египте. 
Авиакомпания также выполняет специальные VIP-рейсы и выполняет роль военного транспорта (для ООН). Ее основной базой является международный аэропорт Каира с хабами в международном аэропорту Хургады, международном аэропорту Шарм-эль-Шейха и международном аэропорту Луксора. 

## История
Авиакомпания была создана и начала свою деятельность в 1988 году, после того как Правительство Египта одобрило создание компании Aircraft Maintenance (прошлое название AMC Airlines) в Каире. В то время Эльсайед Сабер и его семья, после получения лицензии на осуществление чартерных перевозок пассажиров по всему миру основали компанию AMC Airlines, которая полностью принадлежит семье Сабера.
Первоначально авиакомпания называлась «AMC Aviation», а в 2004 году стала «AMC Airlines».

## Направления
Большинство операций авиакомпании – это чартерные рейсы в Европу.

## Флот

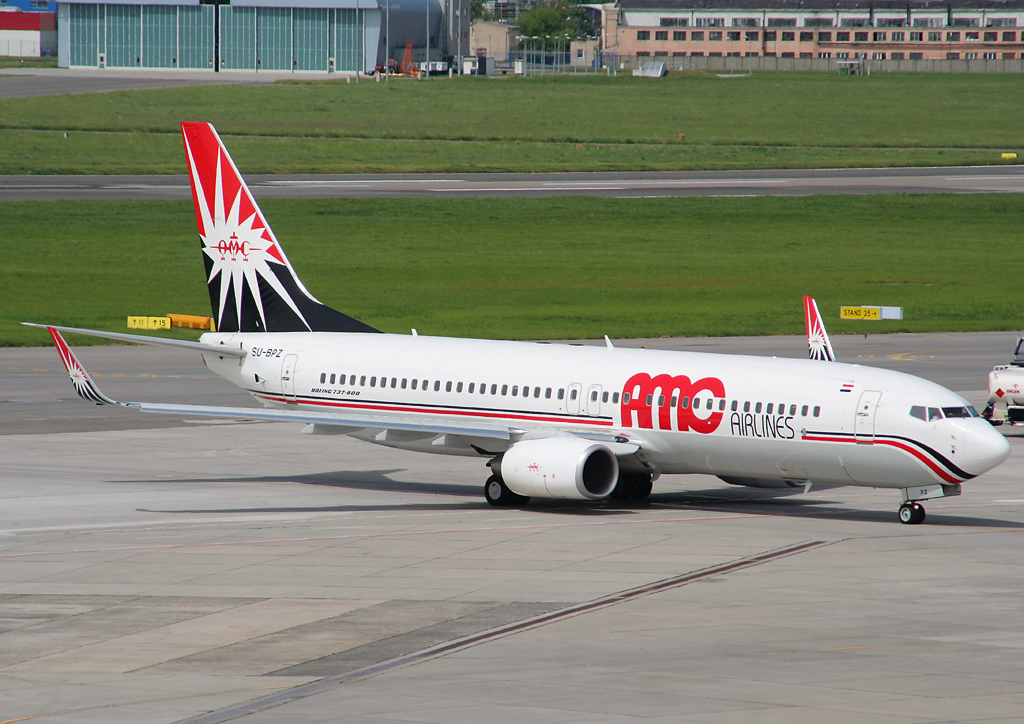
Боинг 737-800 авиакомпании AMC Airlines

По состоянию на апрель 2019 года, флот AMC Airlines состоит из следующих самолетов.:
| Самолет         | В сервисе | Заказы | Пассажиры | Заметки |
| --------------- | --------- | ------ | --------- | ------- |
| Боинг 737-500   | 1         | -      | 104       |         |
| Боинг 737-500   | 2         | -      | 114       |         |
| Боинг 737-800   | 2         | -      | 189       |         |
| Airbus A320-231 | 1         | -      | 180       |         |
| Общее           | 6         |        |           |         |